# Kalixtuskirche
Kalixtuskirche nennt man Kirchengebäude, die dem Patrozinium des Papstes und Märtyrers Calixt I. unterstellt sind.
Folgende Kirchen zählen dazu:
- Calixtus-Katakombe in Rom
- San Callisto, Titelkirche in Rom
- St-Calixte (Lambersart), katholische Kirche in Lambersart, Frankreich
- Oude Calixtuskerk (Groenlo), reformierte Kirche in Groenlo, Niederlande
- St.-Calixtus-Basilika, Bischofskirche in Groenlo, Niederlande
- St. Kalixtus (Riesenbeck), Pfarrkirche in Hörstel, Nordrhein-Westfalen
- St. Calixtus (Mailling), Kapelle in Tuntenhausen, Oberbayern